# Alpbach (Inn)
Der Alpbach (früher und heute selten Alpbacher Ache) ist ein rechter Zufluss des Inns in den Kitzbüheler Alpen in Tirol.
Der Alpbach entsteht aus dem Zusammenfluss von Lueger Bach (auch Alpbacher Ache) und Greiter Bach in Inneralpbach. Der 8 km lange Lueger Bach entspringt bei der Steinbergalm unterhalb des Torkopfes auf 1756 m ü. A. (⊙). Der Greiter Bach entspringt unterhalb des Standkopfes in einer Höhe von 1867 m ü. A. (⊙) und hat eine Länge von 5,4 km. Der Alpbach ist 11,4 km lang, mit dem Lueger Bach als längstem Quellbach kommt er auf eine Länge von 19,4 km und einen Höhenunterschied von 1241 m.
Nach der Vereinigung der beiden Quellbäche fließt der Alpbach in nördlicher bis nordwestlicher Richtung durch das Alpbachtal unterhalb des Dorfes Alpbach vorbei. Vor dem Eintritt ins Inntal durchbricht er einen Wall aus Schwazer Dolomit sowie mehrere triassische Kalk- und Mergelzonen in einer tief eingeschnittenen Schlucht. In Brixlegg mündet er von rechts in den Inn. 
Die wichtigsten Zuflüsse sind der Dorferbach bei Alpbach, der Silberbergbach bei Reith und der Zimmermoosbach bei Mehrn, die alle von rechts einmünden.
Das Einzugsgebiet des Alpbachs beträgt 81,5 km², der höchste Punkt darin ist der Große Galtenberg mit 2424 m ü. A.
Während der Greiter Bach und der Oberlauf des Lueger Bachs in einem natürlichen bzw. naturnahen Zustand sind, ist der Alpbach im gesamten Verlauf verbaut oder naturfern.